# Gulbuddín Hekmatjár
Gulbuddín Hekmatjár, paštunsky ګلبدین حکمتیار‎ (* 1947) je vůdce afghánských mudžáhedínů, jeden z klíčových vojenských velitelů během sovětské války v Afghánistánu (1979–1989) a radikální opoziční politik vůči afghánské vládě do roku 2021.
Hekmatjár je příslušníkem Paštunů. V 80. letech 20. století byl hlavním představitelem Islámské strany Afghánistánu (Hezbe Islámí). Během sovětské války byl Sověty i Američany vnímán jako důležitý vojenský velitel. V následující afghánské občanské válce po roce 1989, která po odchodu sovětských armád navazovala na sovětskou válku v Afghánistánu, ovládal početně i mocensky nejvýznamnější skupinu mudžahedínů. Jako hlavní protivník mu zůstal komunistický prezident Muhammad Nadžíbulláh.
Od počátku 90. let 20. století byl Hekmatjár z mnoha stran kritizován za bezohledné vedení bojů a bezohledné zabíjení civilistů. Podle svých afghánských oponentů věnoval více času zabíjení jiných mudžahedínů než zabíjení Sovětů. Už začátkem 90. let 20. století proto ztratil podporu místního obyvatelstva. Důvěru ztratil i u zahraničních spojenců. Sousední pákistánská vláda, která chtěla v oblasti posílit klid a zároveň zesílit svůj vliv, s Hekmatjárem postupně přestala jednat. Bylo jen ironií dalších událostí, že tehdy Pákistán začal místo Hekmatjára podporovat mladé nábožensko-politické hnutí Tálibán.
V samotném Afghánistánu Hekmatjár ještě na chvíli svou pozici udržel. Byl předsedou vlády v Afghánistánu během let 1993–1994 a znovu krátce v roce 1996. V současnosti je tento jeden z nejvíce kontroverzních vůdců mudžahedínů Spojenými státy hledán pro údajnou účast na teroristických akcích Al-Káidy a Tálibánu. Nové afghánské vládě však nabídl příměří.